# Soumaya Sahla
Soumaya Sahla (Den Haag, 5 juli 1983) is een Nederlandse politicoloog en deradicaliseringsdeskundige. Ze was lid van de Hofstadgroep, waarvoor ze door de rechtbank werd veroordeeld tot drie jaar gevangenisstraf.

## Levensloop
Sahla groeide op in Den Haag in een Marokkaans gezin van acht kinderen. Ze was als jongere actief in de islamitische geloofsgemeenschap. Toen ze 18 jaar was bracht ze met haar vader een bezoek aan Mekka, waarna ze zich, ondanks bezorgdheid van haar ouders, aansloot bij een conservatievere moskee. Zij studeerde islamitische theologie aan de Islamitische Universiteit van Europa en werkte als geestelijk verzorger in de islamitische gemeenschap. 
Sahla was getrouwd met Nouriddin El Fahtni, destijds lid van de Hofstadgroep. Op 22 juni 2005 werd zij samen met El Fahtni en een vriendin gearresteerd in Amsterdam op verdenking van terroristische activiteiten. Bij hun aanhouding op metrostation Lelylaan werd in een rugzak een doorgeladen Agram 2000 machinepistool aangetroffen. Taponderzoek van de Algemene Inlichtingen- en Veiligheidsdienst (AIVD) wees uit dat Sahla haar zuster, die in een apotheek werkte, op 19 juni 2005 had verzocht privé-adressen van politici waaronder Johan Remkes, Jozias van Aartsen, Ayaan Hirsi Ali en Joost Eerdmans te verstrekken om ze 'op te roepen tot de islam'. In september 2006 werden bij toeval, na het leegpompen van een opslagkelder van hun woning na zware regenval, een Smith & Wesson-revolver en een Škorpion vz. 61-machinepistool gevonden.
In de Piranhazaak werd zij in 2008 veroordeeld tot vier jaar gevangenisstraf door het gerechtshof in Den Haag. Hiertegen ging Sahla in cassatie. In 2011 vernietigde de Hoge Raad dat arrest, omdat de AIVD niet alle telefoongesprekken wilde vrijgeven, waardoor de context van het apothekersgesprek ontbrak. De Hoge Raad verwees de zaak naar het Gerechtshof te Amsterdam. In 2014 veroordeelde dat hof haar, negen jaar na haar arrestatie, tot drie jaar gevangenisstraf voor lidmaatschap van een terroristische organisatie en overtreding van de Wet wapens en munitie. Dat arrest is in 2016 bekrachtigd door de Hoge Raad. Op 5 mei 2008 kwam Sahla vrij, na drie jaar detentie in de Penitentiaire Inrichting Vught.

### Studie
Na haar gedwongen verblijf te Vught volgde Sahla een studie politicologie en verklaarde zichzelf liberaal. Sahla studeerde politicologie aan de Universiteit Leiden en behaalde haar master (graad) aan het Afrika-Studiecentrum. In 2014 publiceerde ze een artikel over extremisme en terrorisme in Mali. Ze rondde in 2020 haar master af met de scriptie In the Name of Geopolitics. The Proxy-War between Saudi-Arabia and Iran in Ghana by Means of Islamic NGOs over de rol van islamitische organisaties in het conflict tussen Saoedi-Arabië en Iran, met een focus op Ghana. Een jaar eerder startte ze al met een promotie-onderzoek over de invloed van Aristoteles op de filosofie van Al-Ghazali bij de Leidse hoogleraar rechtsfilosofie Andreas Kinneging.

### Politieke carrière
In 2017 werd Sahla actief binnen de Volkspartij voor Vrijheid en Democratie (VVD). Tot januari 2022 was zij binnen de partij lid van het thematisch netwerk Veiligheid en Justitie en Tafelvoorzitter terrorisme en radicalisering. In januari 2022 ontstond ophef in de Tweede Kamer over haar tafelvoorzitterschap terrorisme en radicalisering bij de VVD. Geert Wilders, leider van de Partij voor de Vrijheid (PVV), maakte bezwaar tegen haar functie, aangezien zij ooit lid was van een terroristische organisatie die onder andere hem als doelwit had aangemerkt. Op 26 januari 2022 maakte Sahla bekend dat zij zou stoppen met haar werkzaamheden als lid van het thematisch netwerk Veiligheid en Justitie en Tafelvoorzitter terrorisme en radicalisering. Zij verklaarde wel lid te blijven van de VVD.
Op 30 oktober 2023, tijdens de verkiezingscampagne voor de Tweede Kamerverkiezingen 2023, maakte het VVD-hoofdbestuur bekend dat haar partijlidmaatschap met onmiddellijke ingang was opgezegd. Het royement volgde onmiddellijk na een artikel in tijdschrift HP/De Tijd, waarin het voormalig VVD-Kamerlid Martijn Bolkestein beweerde, dat Sahla zo'n 100.000 euro zou hebben ontfutseld aan zijn oom Frits Bolkestein, haar mentor en de vroegere partijleider. Zijzelf en haar promotor, de hoogleraar Andreas Kinneging, verklaarden echter dat hij haar dit geld bij zijn volle verstand gegeven had voor haar promotietraject aan de Leidse universiteit. In reactie op het artikel deed Sahla aangifte tegen Martijn Bolkestein wegens belediging, smaad en laster.
Volgens dezelfde publicatie, van de hand van T. van Dijk, zou Sahla in de tweede helft van 2023 ook - in samenwerking met majoor Roy de Ruiter, lid van het defensienetwerk van de BBB - gesprekken hebben gevoerd waarbij ze de suggestie wekte mensen te werven voor een 'zakenkabinet', als adviseur van de BoerBurgerBeweging (BBB). (In feite ging het slechts om één benaderde "kandidaat".) Partijleider Caroline van der Plas ontkende dat Sahla in haar opdracht handelde en meldde de kwestie bij de Nationaal Coördinator Terrorismebestrijding en Veiligheid.

## Persoonlijk
Soumaya Sahla's zus Fonda Sahla zat in de Tweede Kamer namens D66. Haar zus Karima Sahla heeft naar aanleiding van de gebeurtenissen rond haar zus in 2007 het steunpunt Sabr opgezet voor begeleiding van familieleden van jihadisten en potentiële Syriëgangers.